# Return to Forever (스콜피언스의 음반)
| 전문가 평가      | 전문가 평가 |
| 평가 점수        | 평가 점수   |
| 출처             | 점수        |
| ---------------- | ----------- |
| AllMusic         | [ 1 ]       |
| Blabbermouth.net | [ 2 ]       |
| Classic Rock     | [ 3 ]       |
| Melodic          | [ 4 ]       |
| Popmatters       | [ 5 ]       |

《Return to Forever》는 독일의 록 밴드 스콜피언스의 열여덟 번째 스튜디오 음반이다. 2015년 2월 20일, 유럽에서 발매되었다. 이 음반은 오랜 드러머 제임스 코탁이 2016년 9월, 밴드를 탈퇴하면서 《Unbreakable》 시대의 라인업을 담은 밴드의 마지막 발매로, 그는 전 모터헤드의 드러머였던 미키 디는 2016년 9월 밴드를 합류했다.

## 배경
2011년 말, 밴드는 추가적인 사이드 프로젝트에 아이디어를 내기 시작했다. 그들은 두 가지 생각을 하고 있었다. 하나는 다른 축제, 모스크바의 붉은 광장에서 콘서트, 아마존 우림에서의 콘서트, 피라미드와 러시아 투어 앞에서 900시간 이상의 장면으로 만들어진 영화를 공개하는 것이었고, 다른 하나는 미발표곡의 보너스 트랙을 발매하는 것이었는데, 주로 8곡에서 9곡 정도만 담을 수 있는 바이닐로 음반이 발매된 시기부터였다.
2011년, 이 밴드 멤버들은 그들의 기록 보관소에서 미공개 곡들을 찾기 시작했다. 그들은 발표되지 않은 많은 곡들과 아직 작곡이 끝나지 않은 곡들을 발견했다. 이 노래들은 주로 초안 가사가 주를 이뤘고, 몇 개의 잼도 있었다. 밴드 멤버들은 총 3장의 미공개 곡 CD를 모아 프로듀서 미카엘 노르드 안데르손과 마틴 한센에게 음반에 가장 적합한 곡들을 고르라고 주었다. 이 밴드는 1월 초에 스튜디오에 들어와 2012년 3월 말까지 머물렀다. 그들은 《Blackout》 (1982년), 《Love at First Sting》 (1984년), 《Savage Amusement》 (1988년), 《Crazy World》 (1990년) 시대의 미완성 곡들을 리메이크했다. 그 미완성 곡들은 클릭 트랙 없이 단순한 데모로만 녹음되었다. 이 밴드 멤버들은 총 16~18곡의 곡을 작업하고 최고의 곡 12곡을 선정할 계획으로 안데르손과 한센과 함께 총 12곡을 작업했다. 그들은 기존 곡들, 특히 거의 모든 곡의 새로운 가사 세트에 새로운 부분을 추가하고 있었다. 밴드는 그 곡들을 현대적인 방식으로 녹음했지만, 그들은 그 곡들이 쓰여진 시기부터 느낌, 기본적인 아이디어, 작사와 작곡 스타일, 편곡 등을 최대한 유지했다. 이 세션 동안 〈Rock 'n' Roll Band〉와 〈Dancing with the Moonlight〉가 녹음되었다. 이후 밴드는 빡빡한 투어 일정으로 프로젝트를 끝낼 시간이 없어 잠시 중단했다. 2014년에 밴드는 프로젝트를 위해 약 15곡의 70년대와 80년대 노래를 발표할 계획으로 12곡을 준비하였다.

## 곡 목록
| #   | 제목                         | 작사·작곡                                          | 재생 시간 |
| --- | ---------------------------- | -------------------------------------------------- | --------- |
| 1.  | 〈Going Out with a Bang〉    | 클라우스 마이네, 마틴 한센, 미카엘 노르드 안데르손 | 3:47      |
| 2.  | 〈We Built This House〉      | 마이네, 한센, 안데르손                             | 3:53      |
| 3.  | 〈Rock My Car〉              | 마이네, 루돌프 쉥커                                | 3:20      |
| 4.  | 〈House of Cards〉           | 마이네, 쉥커                                       | 5:05      |
| 5.  | 〈All for One〉              | 마이네, 안데르손, 한센                             | 2:58      |
| 6.  | 〈Rock 'n' Roll Band〉       | 마이네                                             | 3:54      |
| 7.  | 〈Catch Your Luck and Play〉 | 마이네, 안데르손, 한센, 쉥커                       | 3:33      |
| 8.  | 〈Rollin' Home〉             | 마이네, 한센, 안데르손                             | 4:03      |
| 9.  | 〈Hard Rockin' the Place〉   | 마이네, 쉥커                                       | 4:06      |
| 10. | 〈Eye of the Storm〉         | 마이네, 안데르손, 한센                             | 4:27      |
| 11. | 〈The Scratch〉              | 안데르손, 한센                                     | 3:41      |
| 12. | 〈Gypsy Life〉               | 마이네, 쉥커                                       | 4:51      |